# Krocket

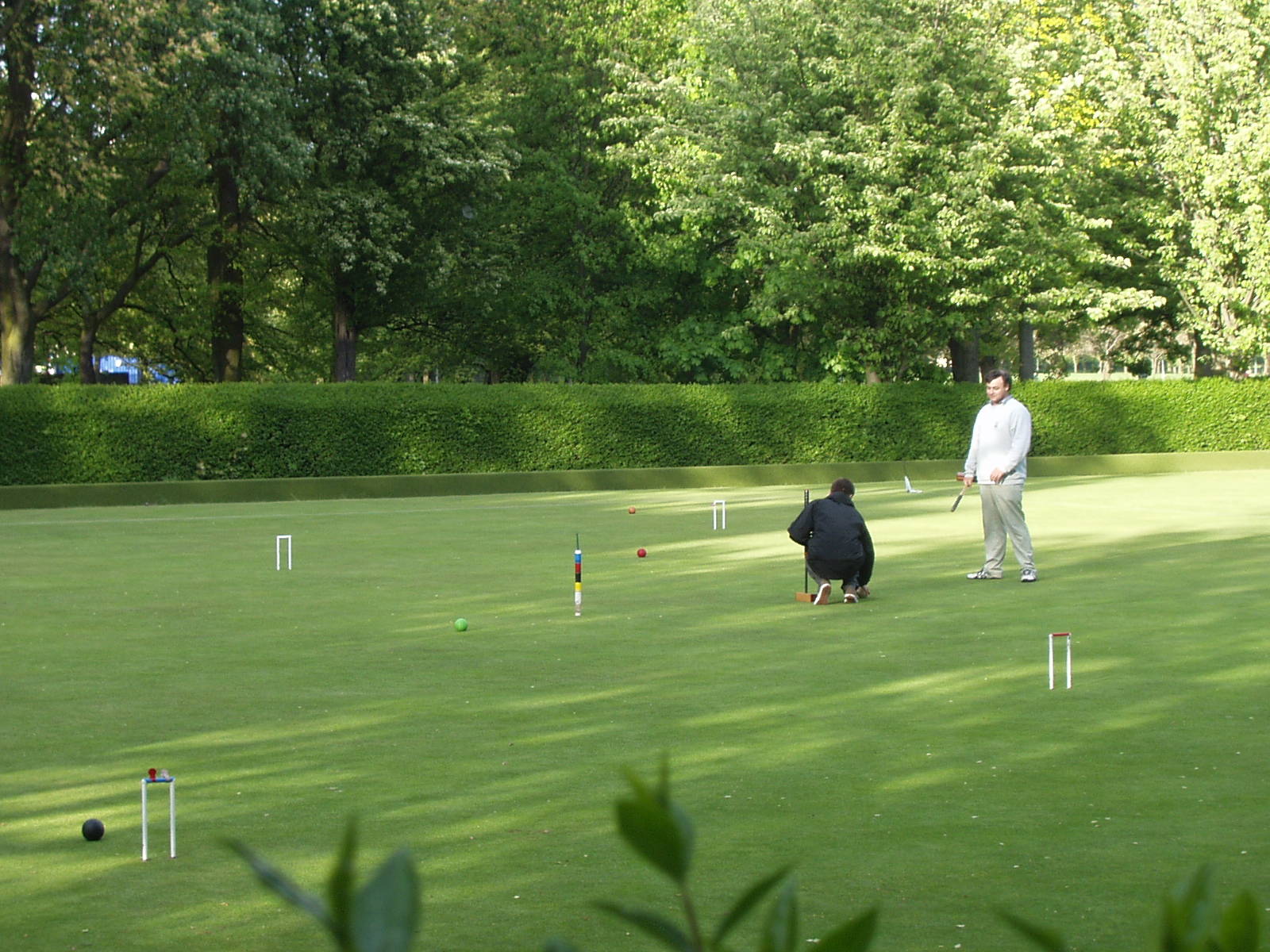
Krocketspieler in Edinburgh

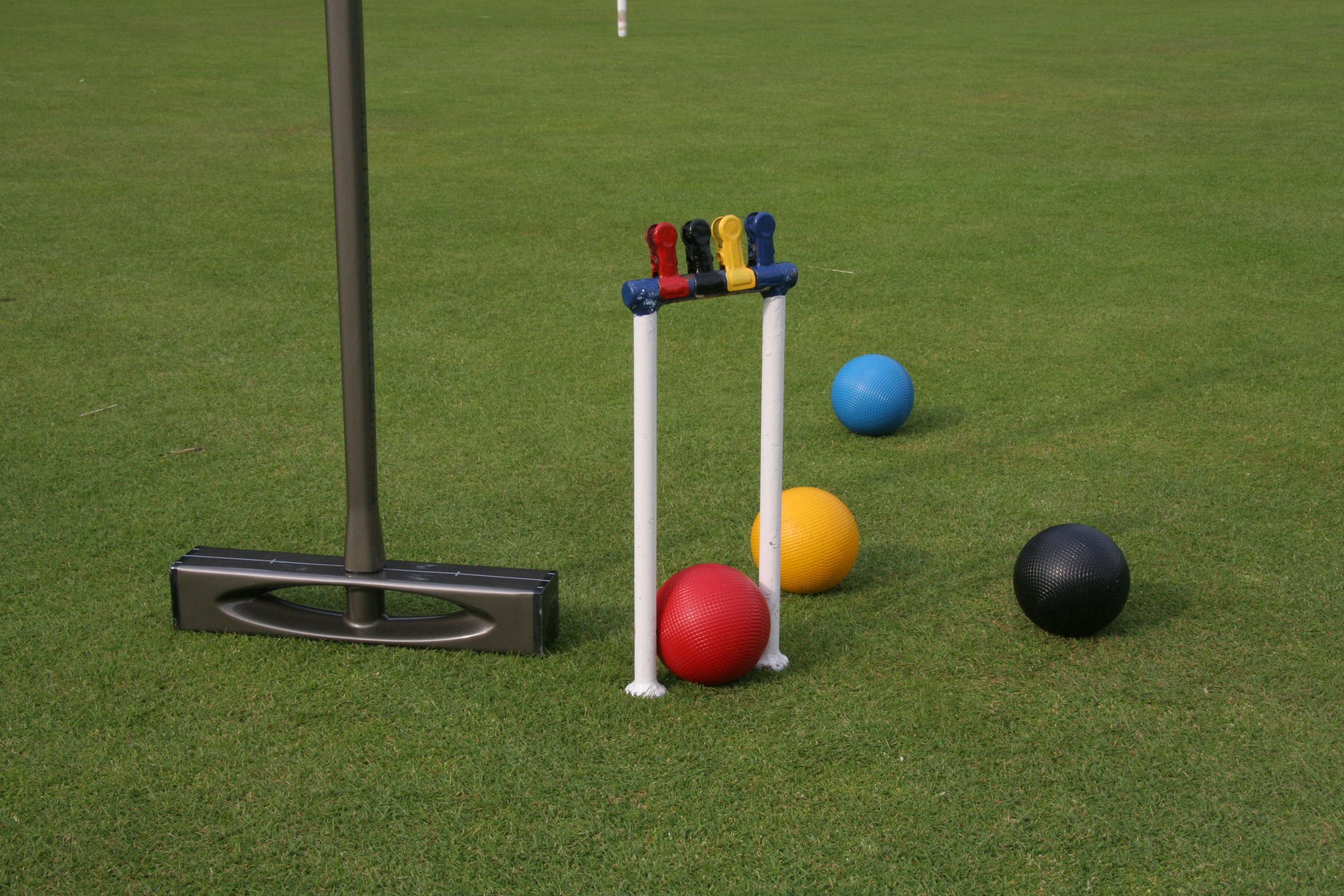
Moderne Krocket-Ausrüstung.

Das Krocket oder (französisch und englisch) Croquet ist eine Präzisionssportart, bei der es das Ziel ist, farblich markierte Bälle mit hammerförmigen Schlägern, genannt Mallets, in vorgegebener Reihenfolge durch Tore, in der Regel U-förmig gebogene Drahtbügel, zu stoßen.
Es gibt ein Handicap-System zum Ausgleich unterschiedlicher Spielstärken. Männer und Frauen treten zusammen an.

## Geschichte

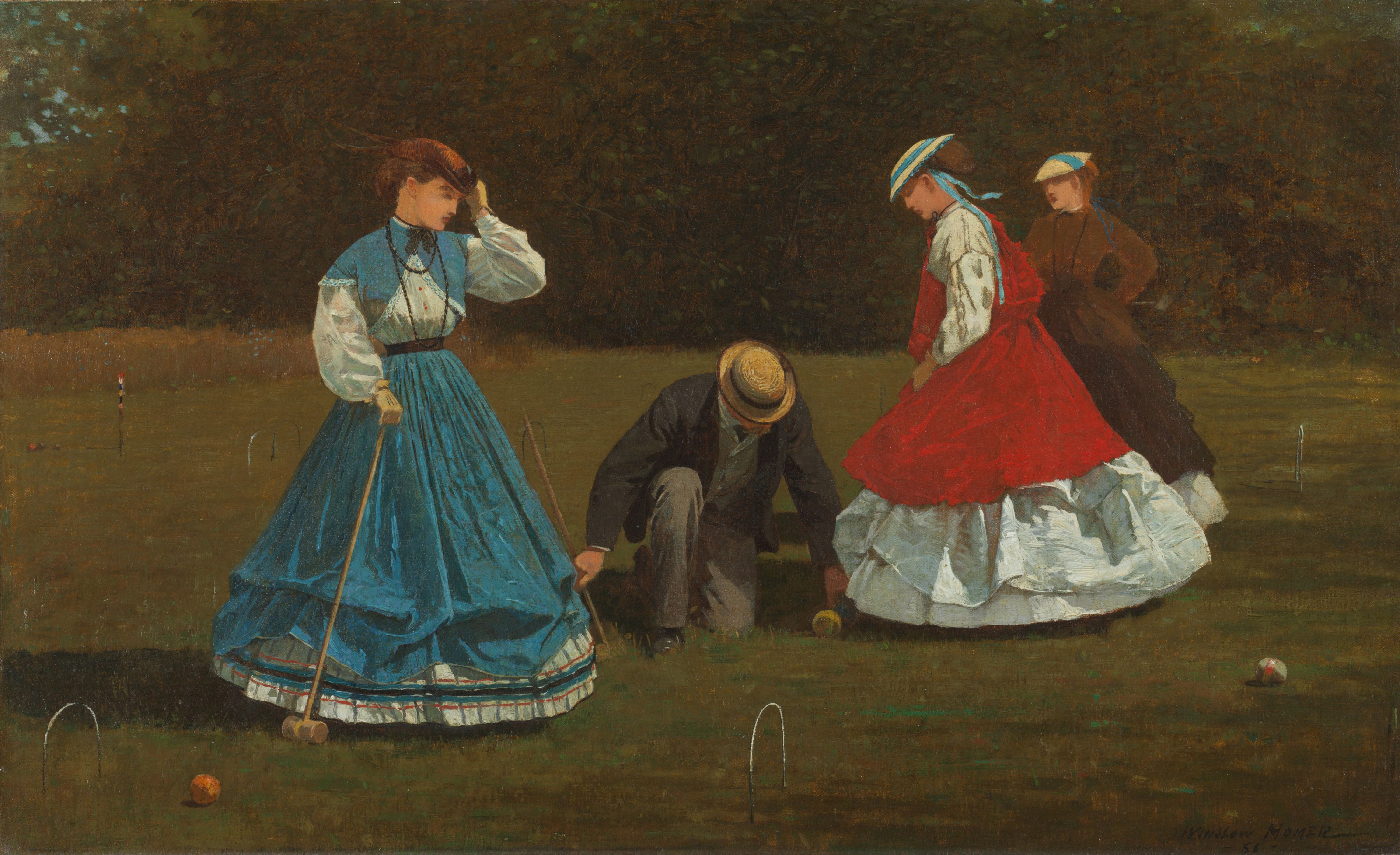
Winslow Homer: Krocket, 1864

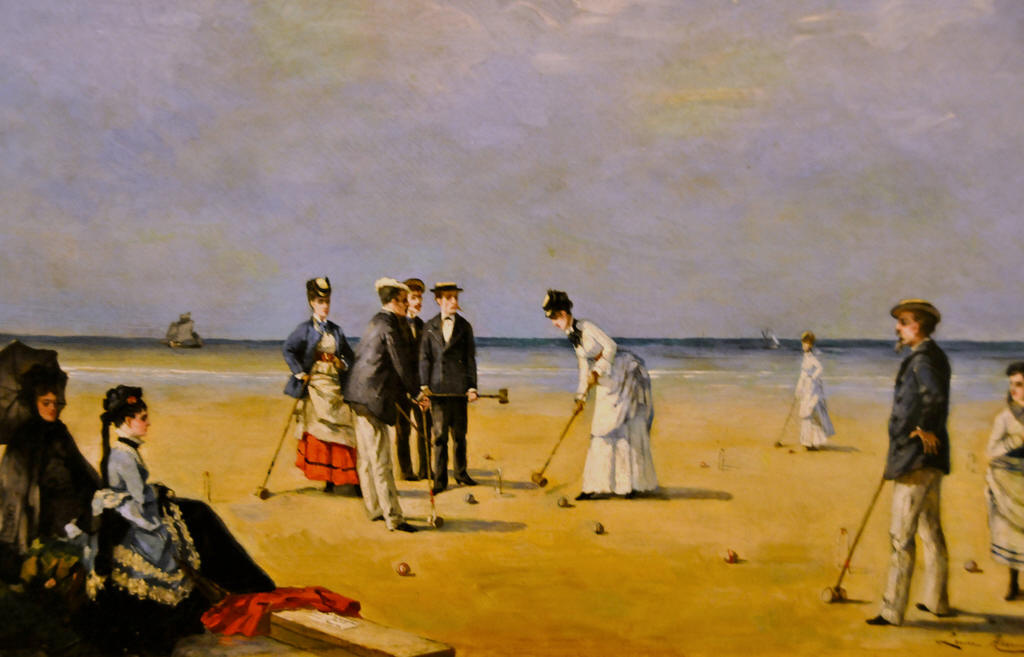
Louise Abbéma: Un jeu de croquet (Trouville, 1872)

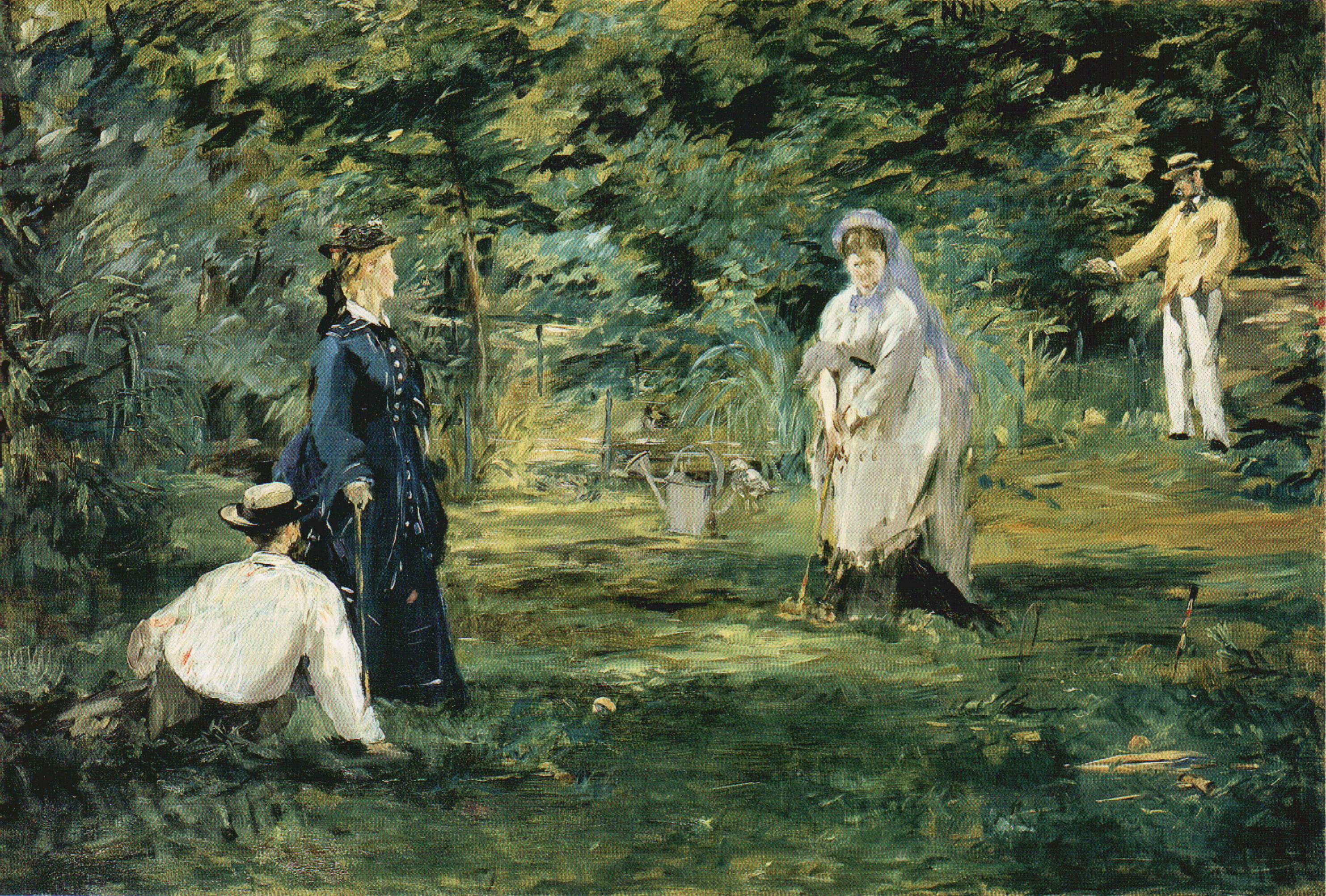
Édouard Manet: Die Krocketpartie, 1873

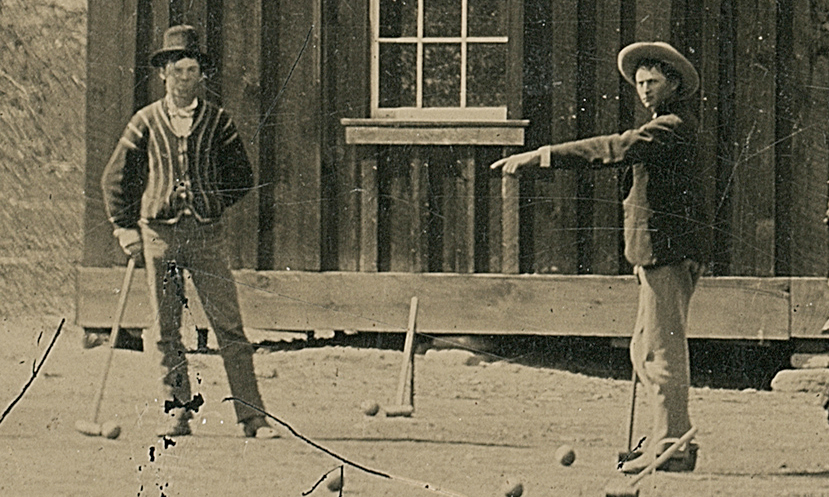
Billy the Kid (links im Bild) bei einer Krocketpartie im Wilden Westen, 1878

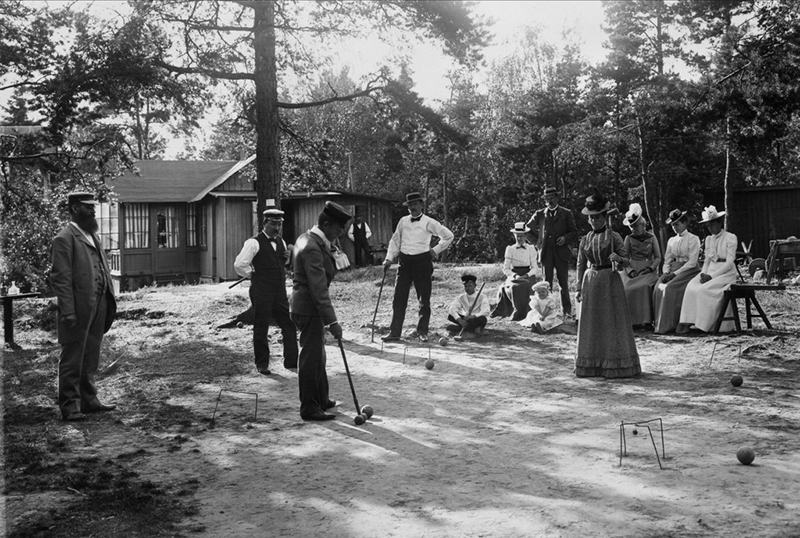
Krocketspieler in Schweden, ca. 1900

Vom Rasenspiel Krocket (französisch Croquet) ist das auf dem Hartplatz gespielte Roque zu unterscheiden. Beide Spiele haben sich aus dem im 16. und 17. Jahrhundert beliebten Paille-Maille entwickelt, bei dem die Holzkugeln mit dem Holzhammer geschlagen wurden. Krocket war besonders im 19. Jahrhundert sehr populär und war als Croquet eines der typischen Freizeitvergnügen des französischen Mittelstandes.

## Disziplinen
Association Croquet ist die älteste international gespielte Disziplin des Spiels. Das Ziel ist, seine zwei Bälle vor dem Gegner bis an den Zielpflock, genannt Peg, zu befördern. Wer ein Tor passiert, bekommt einen Folgeschlag und kann dadurch die drei übrigen Bälle im Spiel wieder anspielen. Mit dem Treffen eines Balls, genannt Roque, bekommt man zwei Folgeschläge. Zuerst wird für den namensgebenden Croquetschlag der Spielball (Ball in the Hand) an den getroffenen Ball angelegt und gespielt. Danach erfolgt der Folgeschlag. Der „croquetierte“ Ball wird üblicherweise in Richtung des übernächsten Tores gespielt, damit man später einen Anlaufpunkt, genannt Pioneer, hat. Sieger ist, wer zuerst die Bahn durchlaufen hat.
Beim Golf Croquet werden die Bälle abwechselnd gestoßen. Man spielt um den Punkt eines bestimmten Tores. Wird das Tor passiert, spielen alle auf das nächste Tor. Wer zuerst eine bestimmte Anzahl von Punkten hat, ist Sieger der Partie.
Daneben gibt es weitere Varianten, wie z. B. Garden Croquet, American six-wicket, Nine-wicket, Ricochet und One-Ball.

## Turnierbetrieb in Deutschland
1998 wurde der Deutsche Krocket-Bund gegründet, dem bundesweit zehn Vereine angeschlossen sind. Es gibt neun Krocketplätze in sechs Bundesländern, die dem internationalen Regelwerk entsprechen. Seit 1998 finden jährlich Deutsche Meisterschaften in den beiden Disziplinen Association Croquet und Golf Croquet statt.

## Varianten
Krocket wird in verschiedenen Varianten gespielt:
- Zum einen gibt es den organisierten Verbandssport mit festgefügtem, internationalem Regelwerk sowie zwei Disziplinen, offiziellen Meisterschaften und Ligen. Platzgröße und Beschaffenheit der Spielfläche sind dabei genau festgelegt. Diese Sportart war bereits 1900 olympische Disziplin und der All England Lawn Tennis and Croquet Club zu Wimbledon trägt auch das Wort „Croquet“ in seinem offiziellen Namen.
- Zum anderen gibt es das Wild Style Croquet, auch Extreme Croquet genannt. Hier werden verschiedene Parcours gesteckt, die es zu überwinden gilt.

## Verwandte Sportarten
Eine verwandte Sportart ist das Fahrradkrocket, bei dem der festgelegte Parcours auf dem Fahrrad fahrend zu durchspielen ist. Auch der ebenfalls in Frankreich entwickelte Swingolf ist vom Krocket abgeleitet. Eine mit Mannschaften gespielte Variante ist des Weiteren das japanische Gateball. Zum Mannschaftssport Cricket besteht dagegen keine Verwandtschaft.
Seit etwa 1970 existiert eine Krolf genannte Mischung aus Krocket und Golf.